# Muzeul Național al Aviației Române
Muzeul Național al Aviației Române este un muzeu situat în București, aflat pe strada Fabrica de Glucoză la numerele 2-4 în sectorul 2 pe amplasamentul fostului Aeroport Pipera. 
Muzeul s-a înființat în 1990. În perioada 2005-2006 a fost mutat în noul sediu unde a fost inaugurat la 18 martie 2006. În anul 2011 a devenit muzeu de importanță națională.
Vizitarea Muzeului Aviației oferă posibilitatea cunoașterii celor mai importante momente ale istoriei aviației romanești, realizările din domeniul aeronautic, contribuția majoră pe care au avut-o românii de-a lungul timpului la progresul aviației mondiale, precum și documente, machete și fotografii inedite referitoare la istoria aeronauticii române și punctele de interferență cu cea universală.
Anumite clădiri ale muzeului au fost clasate ca monumente istorice, parte din ansamblul cu numărul  B-II-a-B-21033.

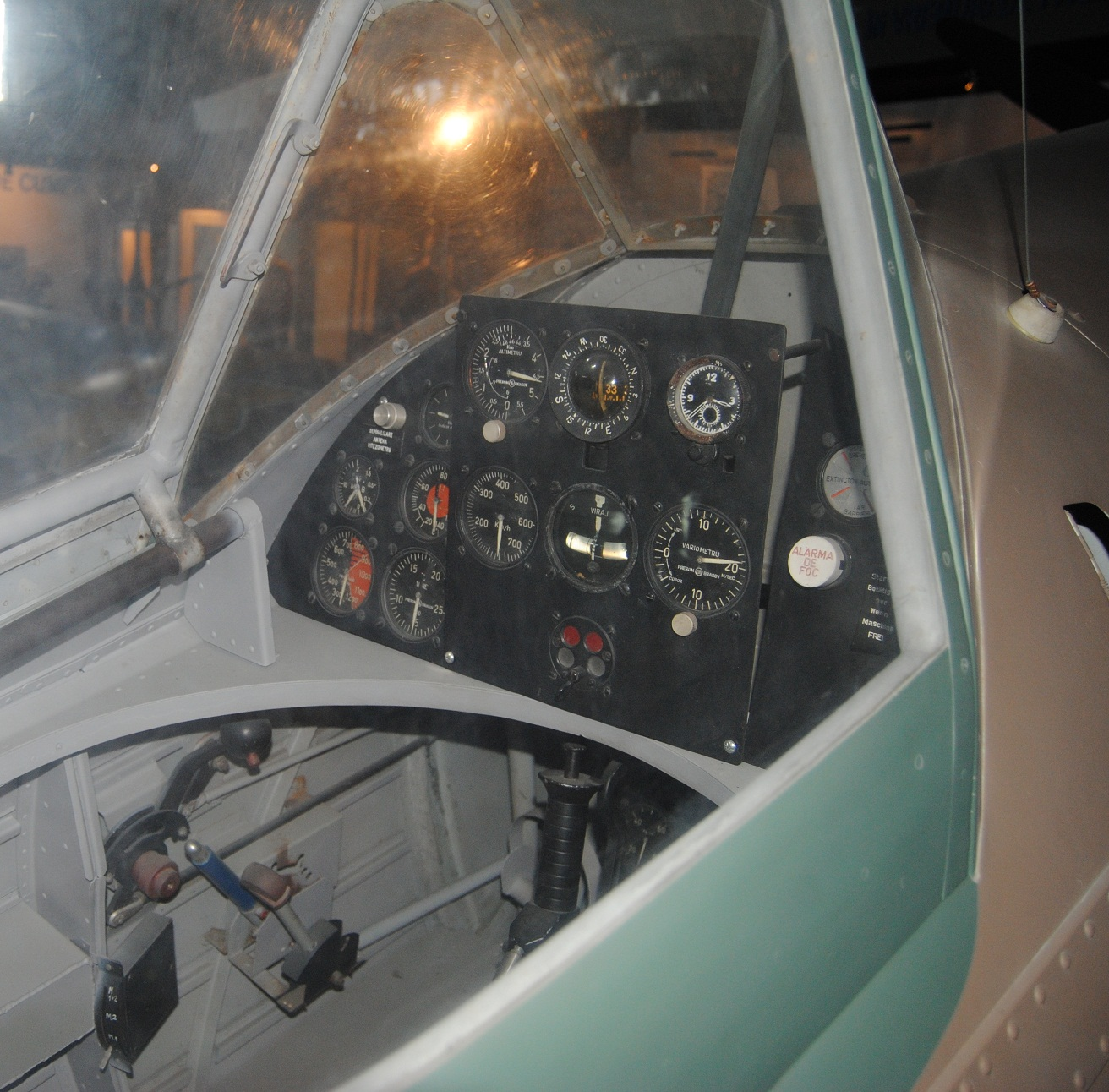
IAR 80
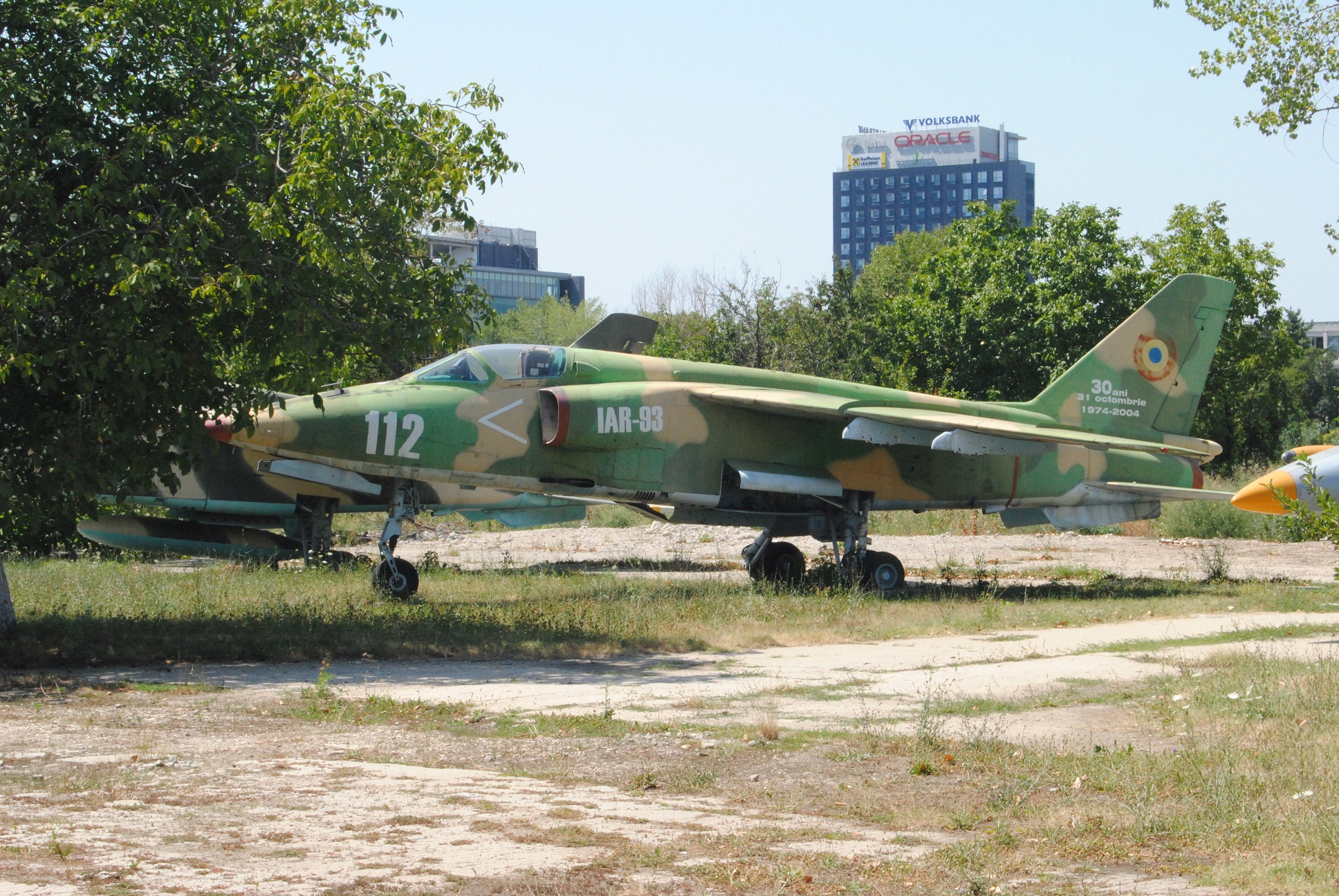
IAR 93
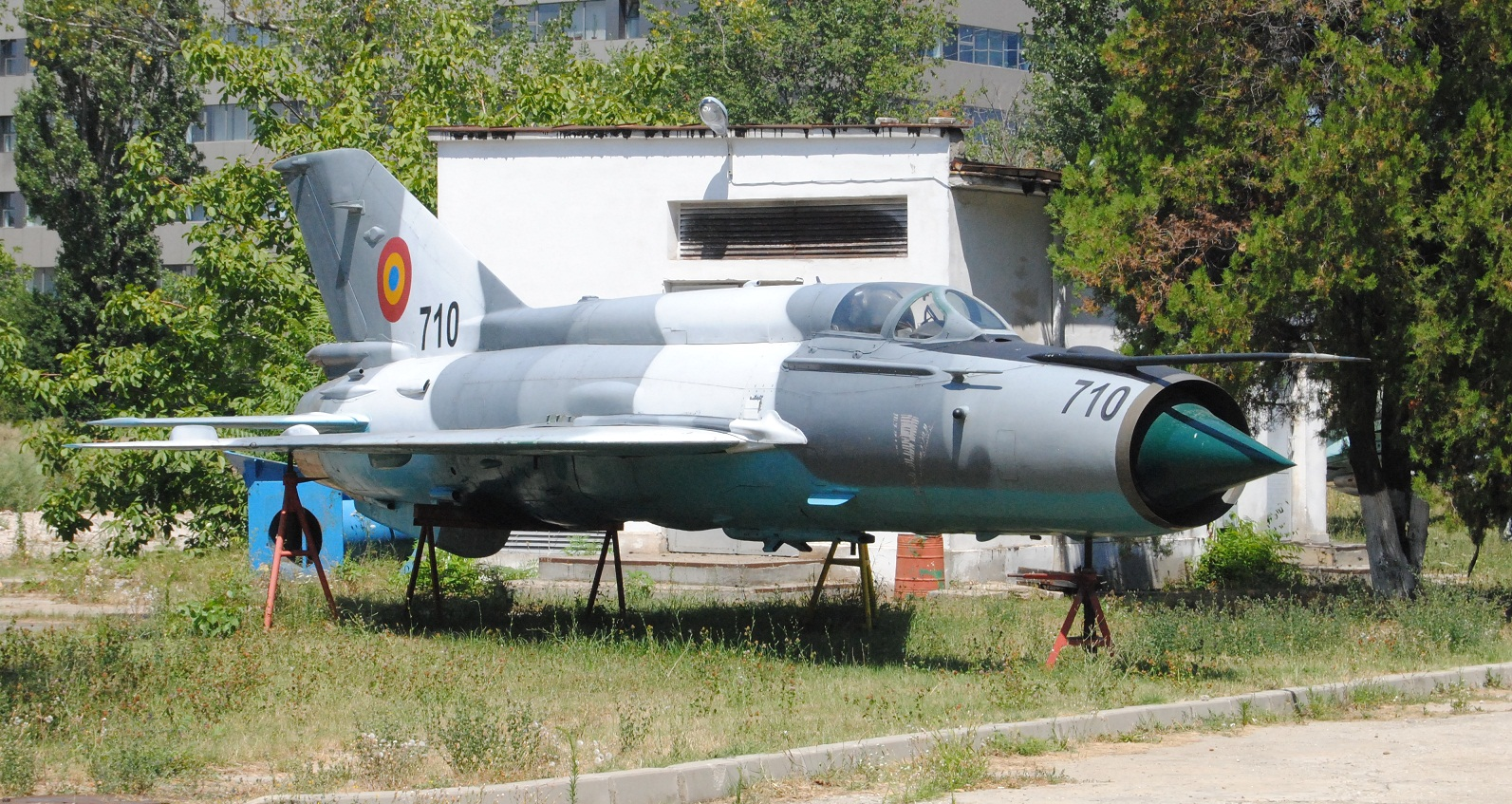
Mikoian-Gurevici MiG-21